# Corgatha pusilla
Corgatha pusilla là một loài bướm đêm trong họ Erebidae.